# Fidschileguane

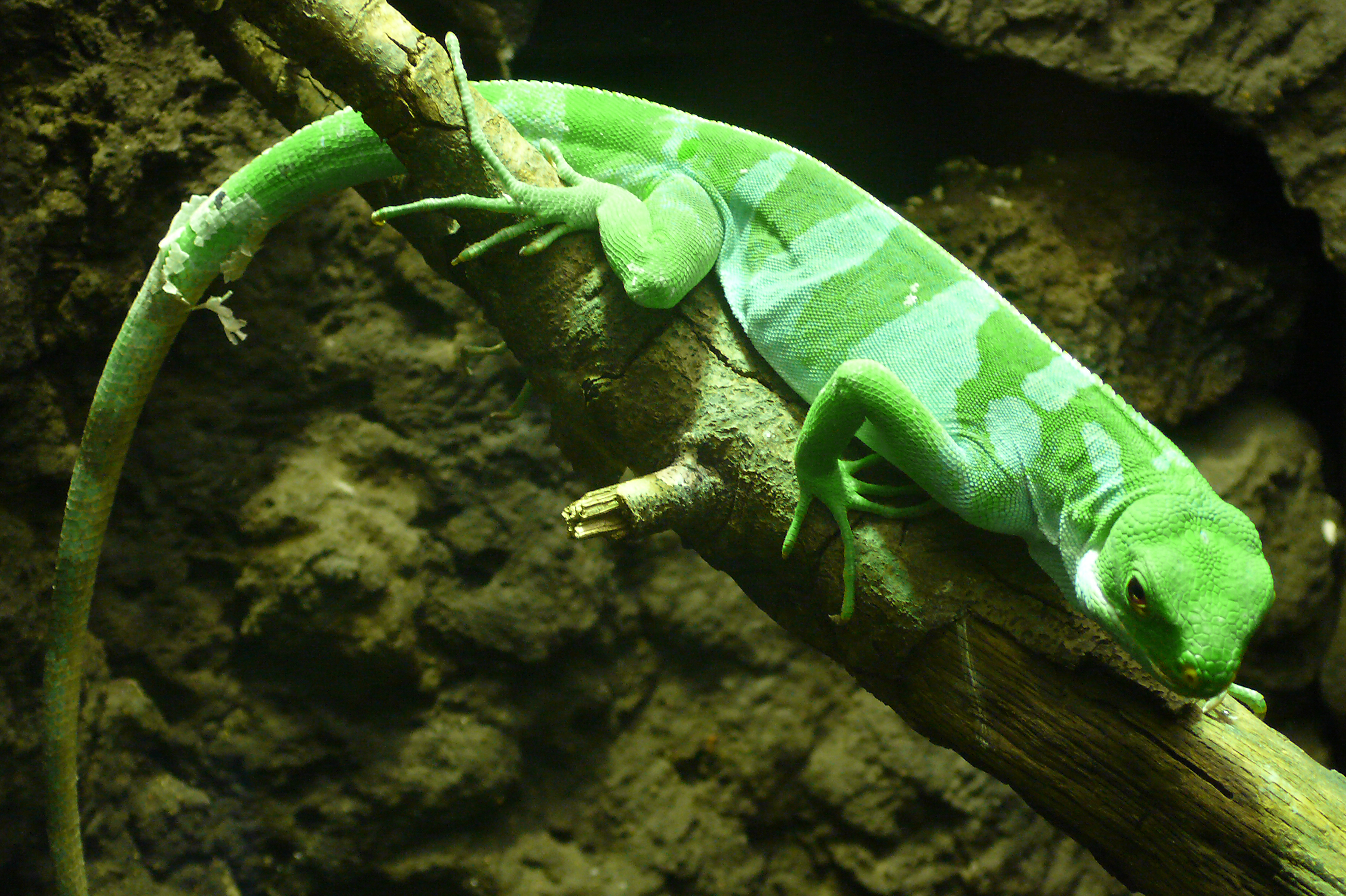
Gebänderter Fidschileguan (Brachylophus fasciatus)

Fidschileguane (Brachylophus) sind eine Gattung endemisch auf Fidschi und Tonga lebender Leguane. Sie ähneln dem Grünen Leguan, bleiben mit einer maximalen Länge von einem Meter allerdings deutlich kleiner. Auch die Kämme im Nacken, auf dem Rücken und dem Schwanz und die Kehlwamme werden nicht so groß und imposant wie bei ihrem Verwandten. Der Schwanz erreicht die dreifache Kopf-Rumpf-Länge.
Fidschileguane sind wenig erforschte Waldbewohner und ernähren sich von Blättern. Sie legen drei bis sechs (meist vier) Eier in selbstgegrabenen Höhlen. Die Jungtiere schlüpfen, je nach Temperatur nach 150 bis 200 Tagen.
Es gibt vier rezente Arten:
- Gebänderter Fidschileguan (Brachylophus fasciatus (Brongniart, 1800)) – lebt auf Fidschi und Tonga und wurde auf Vanuatu eingeführt
- Brachylophus bulabula Fisher, Harlow, Edwards & Keogh, 2008
- Brachylophus gau Fisher, Niukula, Watling & Harlow, 2017 – kommt endemisch in den Wälder im Innern der Insel Gau vor[1]
- Brachylophus vitiensis Gibbons, 1981 – kommt nur noch auf der kleineren Fidschiinsel Yaduataba mit ca. 4000 bis 6000 Exemplaren vor[2]

In der Roten Liste des IUCN wird Brachylophus fasciatus, Brachylophus bulabula, Brachylophus gau als „stark gefährdet“, Brachylophus vitiensis als „vom Aussterben bedroht“ eingestuft. 
Neben den heute lebenden Arten gab es noch größer werdende Formen, deren Knochen bei Ausgrabungen der späten Lapita-Kultur auf der Tongainsel Lifuka gefunden wurden. Die Tiere wurden möglicherweise von den polynesischen Siedlern oder durch die Konkurrenz mit eingeführten Haustieren ausgerottet.

## Herkunft

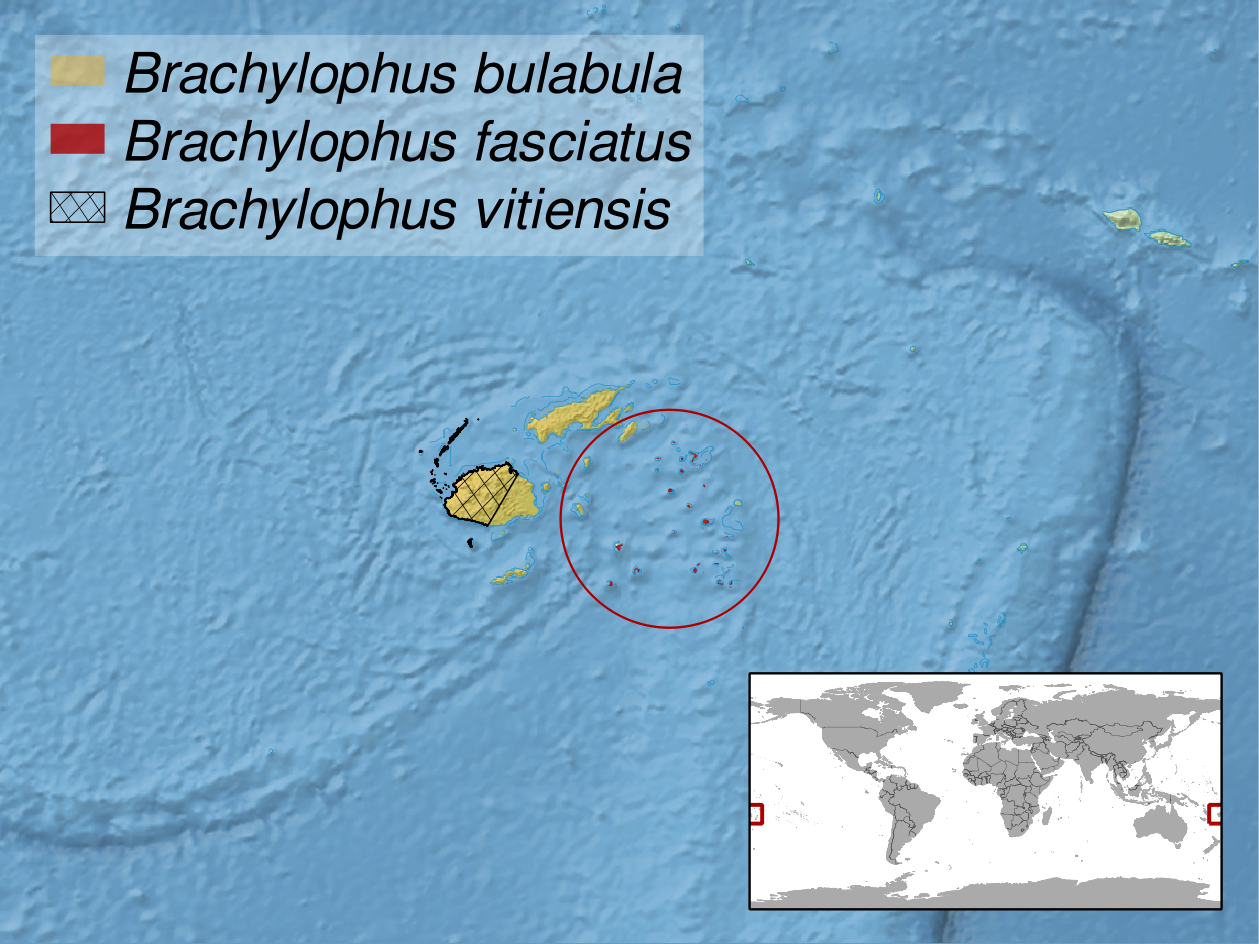
Verbreitungsgebiet

Der nächste Verwandte der Fidschileguane ist der im südwestlichen Nordamerika vorkommende Wüstenleguan (Dipsosaurus dorsalis). Der Vorfahre der Fidschileguane muss mit Treibholz von Amerika in den jetzigen Lebensraum der Fidschileguane gelangt sein, vergleichbar mit der Wanderung anderer Tierarten zu den Galapagosinseln. Die Distanz vom südwestlichen Nordamerika bis zu den Fidschiinseln beträgt mehr als 8000 km. Das ist die größte Distanz, die bisher für eine Verbreitung von Landtieren über das Meer nachgewiesen wurde. Möglicherweise half dabei aber die Anpassung der Vorfahren an das Leben in Wüsten, die lange Strecke ohne gesicherter Süßwasserzufuhr zu überleben. Die Trennung der zwei Evolutionslinien fand vor frühestens 34 Millionen Jahren statt.